# Teresa Glenc
Teresa Glenc z domu Janeta (ur. 27 maja 1958 w Gorzyczkach) – polska polityk, nauczycielka i samorządowiec, posłanka na Sejm VIII i IX kadencji.

## Życiorys
Ukończyła w 1985 filologię polską w Wyższej Szkole Pedagogicznej w Opolu. Do czasu przejścia na emeryturę pracowała jako nauczycielka języka polskiego. Działała m.in. w Ruchu Światło-Życie, Związku Harcerstwa Polskiego i Komitetach Obywatelskich. W 2005 zaangażowała się w działalność polityczną w ramach Prawa i Sprawiedliwości. Została asystentką posła Grzegorza Matusiaka, współtworzyła lokalny Klub „Gazety Polskiej”.
W 2006 kandydowała bez powodzenia do rady powiatu wodzisławskiego, w kolejnych wyborach samorządowych w 2010 i 2014 była wybierana w skład tego gremium. Kandydowała bezskutecznie do Sejmu w wyborach w 2011. W 2015 wystartowała do Sejmu z listy PiS w okręgu rybnickim. Uzyskała mandat posłanki VIII kadencji, otrzymując 6354 głosy. Biuro poselskie otworzyła w Wodzisławiu Śląskim. W wyborach parlamentarnych w 2019 z powodzeniem ubiegała się o reelekcję z ramienia Prawa i Sprawiedliwości w okręgu nr 30, otrzymując 14 274 głosy.
We wrześniu 2020 została przez prezesa PiS Jarosława Kaczyńskiego zawieszona w prawach członka partii za złamanie dyscypliny klubowej, głosując przeciwko nowelizacji ustawy o ochronie zwierząt; zawieszenie wygasło w listopadzie tegoż roku. W 2022 została pełnomocnikiem jednego z okręgów PiS w województwie śląskim. W 2023 nie została wybrana do Sejmu kolejnej kadencji, otrzymując 12 300 głosów (co stanowiło 5. wynik na liście PiS, któremu przypadły 4 mandaty w tym okręgu).

## Życie prywatne
Zamężna, ma dzieci Renatę i Piotra.